# The Jade Mask
The Jade Mask este un film american din 1945 regizat de Phil Rosen. Protagoniștii filmului sunt Sidney Toler ca Charlie Chan, Edwin Luke ca Eddie Chan și Mantan Moreland ca Birmingham Brown. 
Charlie Chan, împreună cu fiul său «numărul 4», Eddie, și cu șoferul, Birmingham Brown, sunt martori la aparenta ucidere a unui om de știință excentric într-un conac înfricoșător.